# Louis Armand de Brichanteau
Pour les autres membres de la famille, voir Famille de Brichanteau.
Pour les articles homonymes, voir Nangis (homonymie).
Louis Armand de Brichanteau, marquis de Nangis, né le 27 septembre 1682 et mort le 8 octobre 1742, est un aristocrate et militaire français du XVIIIe siècle. Outre le marquisat de Nangis, il possédait les titres de baron de Charenton-du-Cher, de Meillant et de Frolois, seigneur de Brichanteau. Il est élevé à la dignité de maréchal de France en 1741. Une rumeur sans fondement, circulant dans certains cercles à la cour, voulait qu'il ait été l'amant de Marie-Adélaïde de Savoie, duchesse de Bourgogne et dauphine de France, voire le père de ses enfants et donc du futur Louis XV !

## Biographie
Né le 27 septembre 1682 et baptisé en la paroisse Saint-Eustache à Paris le 29 janvier 1683, Louis Armand de Brichanteau est issu de la famille de Brichanteau, une ancienne famille de la noblesse française, originaire de la Beauce et connue depuis le XIIe siècle est le fils aîné de Louis Fauste de Brichanteau (1658-1690), marquis de Nangis, mestre de camp du régiment Royal-La-Marine, brigadier des armées du Roy, et de Marie Henriette d'Aloigny de Rochefort (vers 1663-1736), fille de Henry-Louis d'Aloigny, marquis de Rochefort, maréchal de France et de Madeleine de Laval-Bois-Dauphin. Son père est tué en Allemagne, le 8 août 1690.
Il est fait colonel lieutenant du régiment Royal-La Marine, à la place de feu son père, par commission du 3 septembre 1690 puis colonel du régiment de Bourbonnais infanterie, par commission du 15 janvier 1700. Il se trouve à la tête de ce régiment à l'attaque du pont d'Huningue le 30 septembre 1702, et à la bataille de Friedlingen le 14 octobre suivant durant la guerre de Succession d'Espagne.
Il commande le même régiment au siège de Kelh, qui est pris le 11 mars 1703, puis se trouve à la prise de Ketzingen, où il commande 800 grenadiers ensuite au passage des montagnes noires pour entrer en Bavière à la prise de la ville d'Astak et du château d'Horneberg, à la première bataille d'Höchstädt le 20 septembre de la même année, et au siège d'Augsbourg.
Au mois de janvier 1704 il est détaché avec 800 grenadiers sous les ordres du maréchal de Marchin pour passer le Danube et chasser les ennemis de leur quartier. Il se trouve pendant cette course au siège de Wedelinghen, partit d'Augsbourg au mois de mai suivant à la tête de son régiment avec l'armée, pour venir à « Auverlinghen » faciliter le passage aux recrues du maréchal de Tallard, en rentrant en Bavière il sert avec son régiment à la canonnade de Stoka, et se trouve à la seconde bataille d'Höchstädt le 13 août. 
Le 11 septembre suivant il prend la tête de 30 compagnies de grenadiers, pour se saisir de Wissembourg et chasse les ennemis du village de « Halchtat » après un combat dans lequel il reçoit deux contusions.
II est nommé brigadier des armées du roi le 26 octobre 1704.
En avril 1705 il conduit son régiment sur la Moselle, et sous le commandement du maréchal de Villars, il suit la partie de l'armée qui passe le Rhin. 
En 1706 il reçoit l'ordre d'attaquer, avec 18 compagnies de grenadiers, « Drunesem », que les ennemis abandonnèrent la nuit du 6 mai. Il marche ensuite sous les ordres de Léonor Marie du Maine du Bourg, et emporte avec 800 grenadiers la redoute de Statmat avant d'aller avec 1 000 grenadiers et un régiment de dragons observer les ennemis qui avoient pour objet de passer le Rhin. 
Au mois de mai 1707 il passe le Rhin le premier avec 400 grenadiers, pour attaquer les ennemis retranchés de l'autre côté puis il força le général Janus dans ses retranchements près de Lorch. Le 15 août 1707 il est jeté avec 6 compagnies de grenadiers dans Durlach et sauve ce poste considérable durant 18 jours.

II est fait maréchal de camp au camp de « Brunelaleu » le 19 juin 1708

Le 11 juillet suivant il est à la bataille d'Audenarde à la tête des brigades des gardes et d'Alsace, en tant que commandant de l’arrière-garde, ou il couvre la retraite avec 500 grenadiers, avec lesquels il soutint le lendemain matin une attaque de l'avant-garde de l'armée ennemie près des bois de Gand, donnant le temps au reste de l'armée avec 50 pièces de canon de passer le défilé. Le 26 novembre il eut le commandement de deux brigades d'infanterie pour camper à « Meldre » sur l'Escaut. Il est chargé d'arrêter avec 30 escadrons les ennemis pour favoriser la retraite de l'infanterie, qu'il rejoignit au défilé après un heureux combat. Le 24 juillet 1709, il enlève avec 800 grenadiers l’abbaye d'Hasnon sur la Scarpe défendue par 200 hommes puis emporte le 11 septembre suivant à la bataille de Malplaquet avec 5 bataillons Irlandais plusieurs drapeaux qu'il est chargé d'apporter au roi. Le 2 juin 1710 il prend le moulin et la redoute de « Biache » sur la Scarpe.
le marquis de Nangis est nommé, le 26 janvier 1711, colonel lieutenant du régiment du Roi.
Le 24 juillet 1712 il participe à la bataille de Denain puis aux sièges de Douai, du Quesnoy et de Bouchain puis en 1713 à ceux de Landau de Fribourg. En 1715 il commande le camp que le roi forma à Marly, et est fait lieutenant général des armées du Roi le 8 mars 1718, gouverneur de Salces en Roussillon le 15 décembre 1719, directeur général de l'infanterie Française le 1er mars 1721, nommé chevalier d'honneur de l'Infante d'Espagne en France le 2 février 1724 puis de la Reine le 30 mai 1725, reçu chevalier des ordres du roi le 16 mai 1728 et élevé à la dignité de maréchal de France en 1741.
Il avait épousé par contrat, le 8 janvier 1705, Marie Marguerite Fortin de La Hoguette, fille unique de Charles Fortin († 1693), marquis de la Hoguette, et de Marie Bonneau de Rubelles. C'était le choix de Louis XIV qui espérait ainsi blesser Marie-Adélaïde de Savoie, car le père de Marie Marguerite Fortin de La Hoguette était capitaine-lieutenant de la première Compagnie des Mousquetaires du Roi, lieutenant général des armées du Roi, commandant en Savoie, et gouverneur de Mézières et de Niort et était l'un des plus sanguinaires bourreaux de la Savoie.
Brichanteau étant mort sans postérité le 8 octobre 1742, le marquisat et le château de Nangis échouent, par droit de succession, à Louis Régnier, marquis de Guerchy, lieutenant-général des armées du Roi, chevalier de ses ordres, et gouverneur d'Huningue, du chef de son aïeule, Julie, fille d'Antoine de Brichanteau (1552-1617), seigneur de Nangis et amiral de France.

## Armoiries
| Figure | Blasonnement                                       |
|        | D'azur à six besants d'argent ordonnées 3, 2 et 1. |